# Kim tự tháp kính Louvre

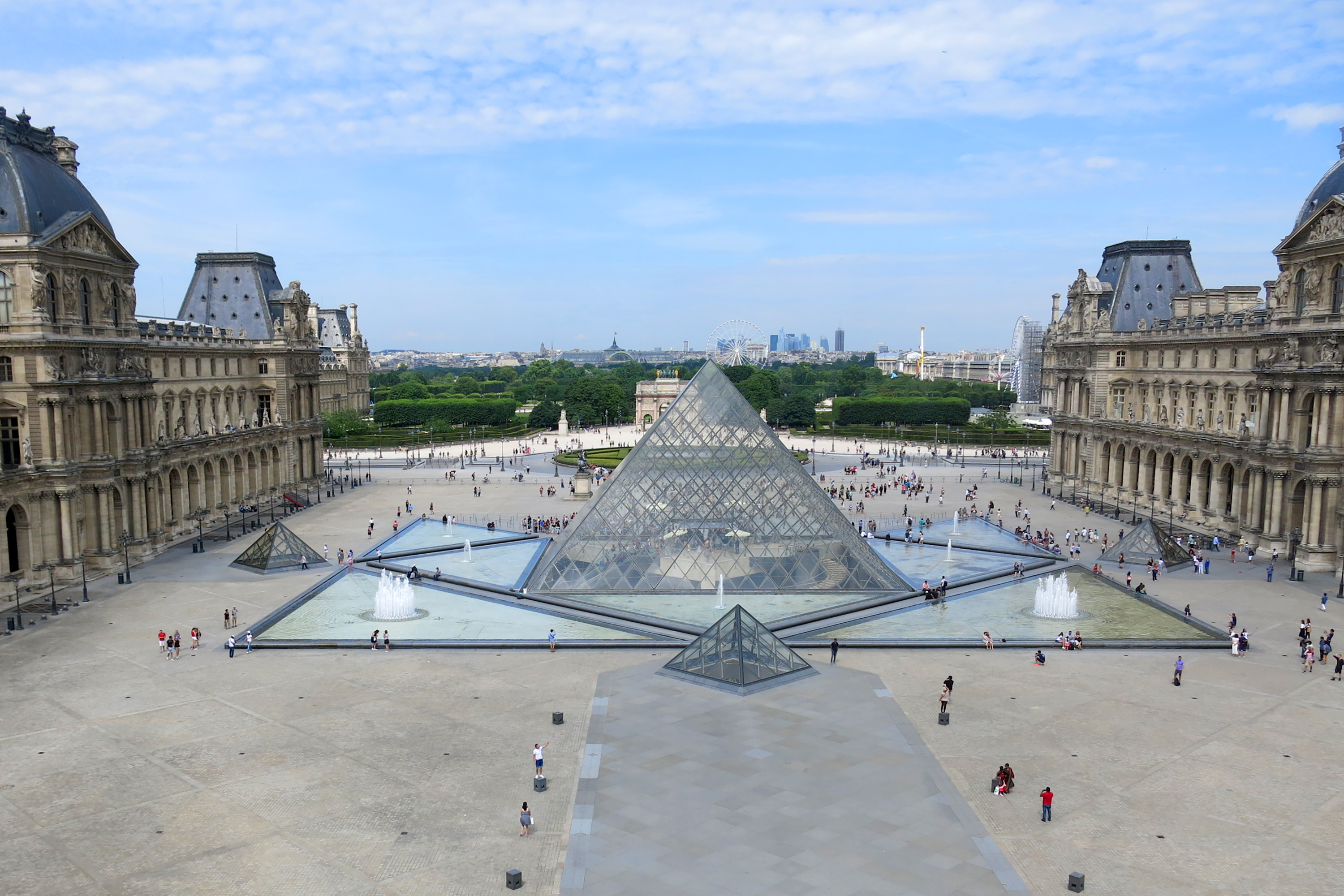

Kim tự tháp kính Louvre

Kim tự tháp kính Louvre (tên tiếng Pháp: Pyramide du Louvre) là một kim tự tháp được xây bằng kính và kim loại nằm ở giữa sân Napoléon của bảo tàng Louvre, Paris. Được xây theo yêu cầu của Tổng thống Pháp François Mitterrand vào năm 1983, công trình là tác phẩm của kiến trúc sư nổi tiếng người Mỹ gốc Hoa Bối Duật Minh. Toàn bộ kim tự tháp được xây bằng kính cùng các khớp nối kim loại, cao 20,6 m với đáy hình vuông mỗi cạnh 35 m. Kim tự tháp này gồm tổng cộng 603 tấm kính hình thoi và 70 tấm hình tam giác.
Kim tự tháp và sảnh ngầm bên dưới nó được tạo ra do những vấn đề nghiêm trọng tại lối vào chính của điện Louvre, vốn không thể chứa nổi lượng khách tham quan khổng lồ mỗi ngày. Giờ đây khách tham quan xuống sảnh chính thông qua kim tự tháp, rồi trở lên các tòa nhà chính của cung điện. Nhiều bảo tàng khác đã bắt chước giải pháp này, trong đó đáng kể nhất là Bảo tàng Khoa học và Công nghiệp tại Chicago.
Nằm ở giữa sân Napoléon, hơi lệch sang một bên, bao quanh Kim tự tháp là 7 đài phun nước thấp hình tam giác vuông. Các tam giác này hợp với đáy Kim tự tháp thành một hình vuông lớn có một cạnh khuyết vào phía trong. Đây là cửa vào bảo tàng Louvre qua lối Kim tự tháp qua một cầu thang dẫn xuống sảnh lớn phía dưới. Bên cạnh Kim tự tháp lớn còn ba kim tự tháp nhỏ hơn cũng bằng kính và kim loại.
Kim tự tháp bằng kính không có đáy, ngầm phía dưới cũng là một cấu trúc bằng kính mang hình kim tự tháp ngược với đỉnh chúc xuống phía dưới. Đây là nơi sảnh lớn có những lối đi dẫn đến các khu vực của bào tàng.
| Métro Paris | Bến tàu điện ngầm: Palais Royal - Musée du Louvre |

## Đề xuất
Ở vị trí của Kim tự tháp trước đây là một đài phun nước có trồng cây bao quanh. Ban đầu một kim tự tháp theo phong cách Baroque được đề xuất để mừng lễ kỷ niệm Cách mạng Pháp 1789. Có thể kiến trúc sư Ieoh Ming Pei đã bắt đầu từ ý tưởng này khi ông quyết định công trình với hình dáng một kim tự tháp.

## Tranh luận
Việc xây dựng kim tự tháp đã gây ra nhiều tranh luận. Nhiều người cho rằng công trình với chất liệu hiện đại theo phong cách vị lai này sẽ không phù hợp với khung cảnh cổ kính của cung điện Louvre. Kim tự tháp sẽ cản trở khi muốn ngắn nhìn cung điện cũ và ngăn tầm nhìn từ sân vuông Cour Carrée ở phía trong tới Khải Hoàn Môn. Đây được coi là điểm nhìn "độc nhất trên thế giới" bởi Louvre, Khải hoàn môn Carrousel, vườn Tuleries, quảng trường Concorde, đại lộ Champs-Élysées, Khải Hoàn Môn và cả La Grande Arche (xây năm 1983) đều nằm trên trục Axe historique (trục lịch sử). Một số phê bình đã gọi đây là một sự "phức tạp kiểu Pharaon" của François Mitterrand.
Một số khác lại đánh giá cao sự kết hợp táo bạo của hai phong cách kiến trúc hiện đại và cổ điển này.

## Huyền thoại con số 666
Đã có những khẳng định rằng con số các tấm kính của Kim tự tháp chính xác là 666, "con số quái vật" thường được gắn với quỷ Sa Tăng. Nhiều lý luận đã gán cho nó một ý nghĩa sâu xa quái ác. Trong cuốn sách François Mitterrand, Grand Architecte de l'Univers (François Mitterrand, Kiến trúc sư vĩ đại của thế giới) của tác giả Dominique Stezepfandt đã cho rằng Kim tự tháp bằng kính là để dâng tặng một quyền lực như con quỷ của Ngày tận thế... Cấu trúc của nó hoàn toàn dựa trên con số 6.
Câu chuyện 666 tấm kính có nguồn gốc vào thập niên 1980, khi cuốn sách chính thức được phát hành trong thời gian xây dựng công trình đã nêu ra con số này đến hai lần, trong khi chính các trang trước đó lại ghi con số là 672. Con số 666 còn được viết trong một số bài báo khác. Tuy nhiên, bảo tàng Louvre đã khẳng định rằng Kim tự tháp bằng kính bao gồm tổng cộng 673 tấm kính, gồm 603 tấm hình thoi và 70 tấm hình tam giác. Một con số khác lớn hơn là 689 do David A. Shugarts ghi trong cuốn Secrets du Code, do nhà xuất bản Dan Burstein phát hành. Đã có nhiều người tiến hành tính toán số tấm kím của kim tự tháp, kết quả có chênh lệnh nhau, nhưng chắc chắn con số lớn hơn 666.
Huyền thoại này lại nổi lên vào năm 2003, khi Dan Brown đưa vào cuốn Mật mã Da Vinci. Nhân vật chính Robert Langdon suy nghĩ: "Kim tự tháp này, được Tổng thống Mitterrand yêu cầu, đã xây bằng chính xác 666 tấm kính, một yêu cầu kỳ cục luôn là chủ đề cháy bỏng của những kẻ phản đối, rằng 666 là con số của quỷ Sa Tăng."
Tổng thống Mitterrand chưa khi nào nói rõ về con số này. Còn David A. Shugarts trong cuốn Secrets du Code khẳng định theo người phát ngôn của văn phòng kiến trúc sư Ieoh Ming Pei. Nhận thấy sự nhầm lẫn về con số 666 được đăng tải trong nhiều tờ báo của Pháp vào thập niên 1980, người phát ngôn của văn phòng kiến trúc nói: "Nếu bạn chỉ xem những bài báo cũ, không tìm hiểu thêm chút nào, và nếu bạn là người cả tin thì bạn có thể tin vào câu chuyện con số 666."

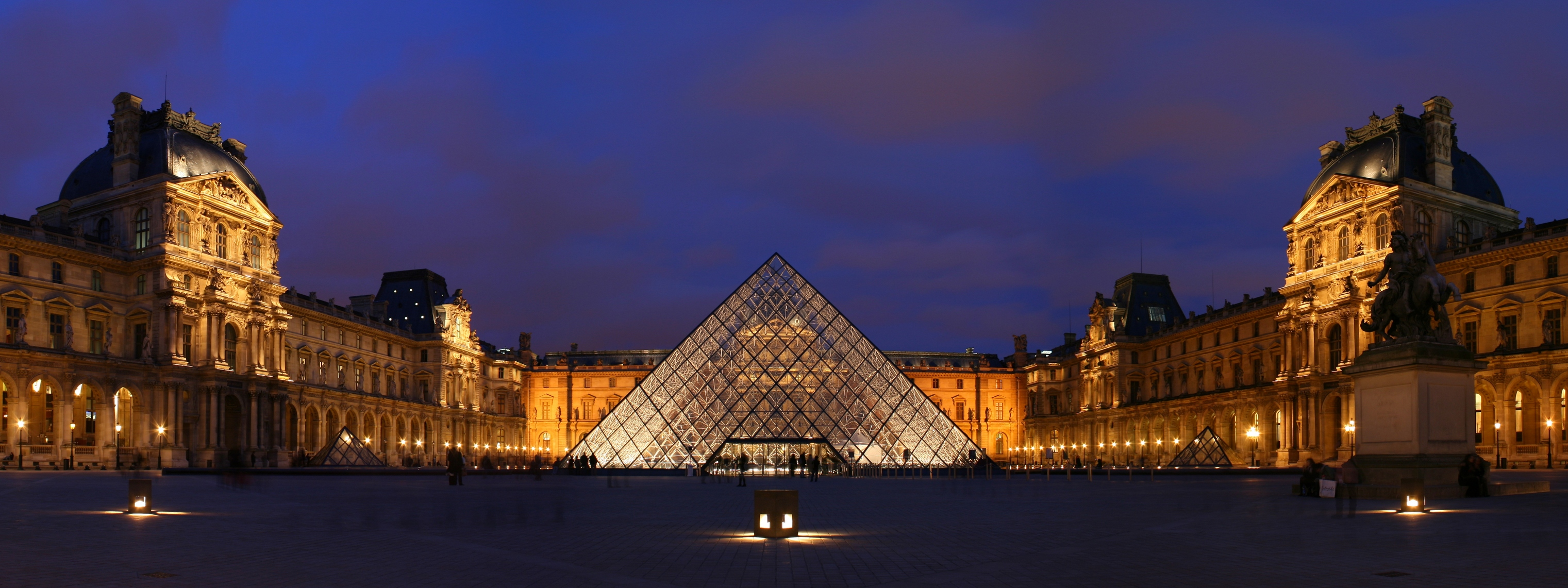
Toàn cảnh kim tự tháp của bảo tàng Louvre

 